# Sinoaphidius zhejiangensis
Sinoaphidius zhejiangensis is een insect dat behoort tot de orde vliesvleugeligen (Hymenoptera) en de familie van de schildwespen (Braconidae). De wetenschappelijke naam van de soort werd voor het eerst geldig gepubliceerd door Shi & Chen in 2001.